# Pyrinia yaponaria
Pyrinia yaponaria är en fjärilsart som beskrevs av D. Jones 1921. Pyrinia yaponaria ingår i släktet Pyrinia och familjen mätare. Inga underarter finns listade.